# Taki 183
Pour les articles homonymes, voir Taki et 183.
Taki 183, de son vrai nom Demetrius, est un artiste de rue américain, né en Grèce.  
C'est l'un des précurseurs du tag new-yorkais. 
Son tag "Taki" est une abréviation de Demetraki, nom alternatif de Demetrius. Le nombre 183 provient de son adresse sur la 183e rue, dans le quartier new-yorkais de Washington Heights. La légende dit qu'il était jeune coursier à New York aux débuts du hip-hop. il écrivait son surnom un peu partout dans les rues de New York qu'il fréquentait quotidiennement à la fin des années 1960 et au début des années 1970. Pisté par une journaliste du New York Times, Taki fait son entrée dans l’édition du 21 juillet 1971 du quotidien, à travers un papier au titre resté dans toutes les mémoires : «TAKI 183 Spawns Pen Pals».  
Après avoir abandonné le graffiti pendant de longues années, le site officiel Taki 183 est lancé en 2009. 
Taki comptait parmi les artistes représentés au musée du Graffiti de L'Aérosol à Paris de 2017 à 2018 pour l'exposition Maquis-art Hall of Fame organisé par maquis-art, et à l'exposition "Conquête urbaine" au Musée des Beaux-Arts de Calais en 2019.   